# Schuxen

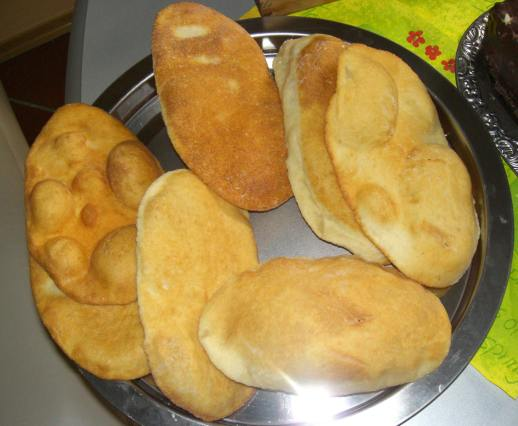
Bild einiger Schuxen

Schuxen, auch Schuchsen oder Schuxn geschrieben,  ist ein vor allem in Oberbayern verbreitetes längliches Schmalzgebäck, das gewöhnlich aus Roggenmehl und Hefe hergestellt wurde; es ähnelt Schmalznudeln, ist aber nicht süß.
Wegen der länglich-ovalen Form, die einer Schuhsohle ähnelt, könnte sich die Bezeichnung von Schuh herleiten. Problematisch ist dabei allerdings das Fehlen des Diphthongs, heißt der Schuh doch auf Bairisch Schua, Schuach (aus mittelhochdeutsch schuoh). Bereits bei Johann Andreas Schmeller kommt die Bezeichnung für ein Gebäck vor.
Schuxen dienten in schlechten Zeiten als Beilage (z. B. zum Sauerkraut mit/ohne Blut- und Leberwurst bei den Bauern).
In der Gegend um Landshut isst man die Schuxen vom Georgentag, dem 24. April, bis zur Kirchweih am dritten Sonntag im Oktober. Im Voralpengebiet und im Chiemgau werden sie am Dreikönigstag gegessen. Schuxen wurden bereits im Jahre 1500 in der Scheyrer-Dienstordnung erwähnt.
Der Nährfaktor der Schuxen ist relativ hoch, da diese aus Mehl gemacht und schwimmend in Fett gebacken werden.